# Indijski narodi
Hindusi (-/sing. Hindu, u pl. Hindus), Indijci ili Indijski narodi su indoeuropski narodi Indije koji su pod imenom Ârya ('plemeniti') u prvoj polovici II. tisućljeća prije Krista naselili područje Indije. Imenom Ârya (Arijci kod naših prevoditelja Zvonimira Goloba i Dunje Rihtman) oni su naglašavali svoje iransko podrijetlo, da bi kasnije postali poznati pod kolektivnim imenom Hindusi, imenom čiji korijen leži u imenu rijeke Ind. Ârya su isprva bili podijeljeni po staležima, kastinski sistem javlja se tek u Indiji, gdje nailaze na tamnopute domoroce Dravide i Munde. Donesavši sa sobom indoeuropski jezik i raspršivši se po velikim područjima Indije, ovi narodi postali su poznati pod raznim imenima. Arijci su bili ratnici koji su u borbi koristili bojna kola. Stočarstvo i ratarstvo bilo je njihovo glavno zanimanje. Svoje domaćine koje su našli u Indiji Arijci su prozvali imenom 'ljudi bez nosa'. Zbog nacističke zloporabe njihovog arijskog imena, naziv Arijci se nepravedno izbjegava a umjesto njega koristi se naziv Indoeuropljani da bi se označilo ime arijske (indoeuropske) etnolingvističke porodice.

## Ime
Ime Hindu ili Indijac, došao je po imenu rijeke Ind, a potječe od još starijeg staroindijskog Sindhu=Ind.  Hrvatski naziv Hindus smatra se barbarizmom. Ovaj naziv osim Indijca (pripadnika potomaka starih Arijaca), ne obuhvaća razne domorodačke skupine, kao što su Munda i Dravidi, a označava i pripadnika hinduističke vjere (ili brahmanizma).

## Društvo
Narodi Ârya u Indiji podijeliše se na brojne narode u kojima ih tek jezik međusobno povezuje i razlikuje od ostalih grupa. Najveću razliku među njima ipak čini kasta. Kaste su nastale na raznim temeljima: rodovske (Najari), nacionalne (Marathi, i dr.), religiozne kaste sekta (kao što su Sikhi) u Pandžabu, i na kraju postoje kaste koje su mješavina donjih slojeva, i koje su najbrojnije.
Kaste (njih četiri) kod Hindusa nastale su po legendi od Brahmine glave, ruku, bedara i nogu. Neizmjerno iznad svih kasta su: 1) Brahmani (svećenstvo). Iza njih dolazi ratničko plemstvo Kšatrija. Odmah ispod Kšatrija dolazi kasta Vajšija (građanstvo). Ove prve tri kaste su 'dvaput rođeni', i neizmjeran ih jaz dijeli od posljednje četvrte kaste Šûdra. Šûdre su oni koji služe, njima je zabranjeno sudjelovanje u obredima žrtvovanja i čitati svete knjige. Današnji broj kasta u Indiji postao je nepregledan.

## Narodi
| - Andamanci - Andamanski otoci - Asamci - u Assamu i dr. - Bandžari - uglavnom u Andhra Pradeshu - Bania - sjeverna Indija - Bengalci - Zapadni Bengal i Bangladeš - Bhili - središnja Indija - Biharci - Bihar i dr. - Bundelkhandi - Uttar Pradesh i Madhya Pradesh - Coorg - Karnataka - Dardski narodi - Afganistan, Pakistan i sjeverna Indija - Gudžarati – Gujarat - Gurke - u Nepalu i dr. - Hakkipikki - Tamil Nadu i dr. - Kašmirci - Kharwar - Jharkhand, Bihar i Orissa - Konkani - u Goi, bivšoj portugalskoj koloniji - Kora (pleme) - Maithili Arhivirana inačica izvorne stranice od 9. svibnja 2006. (Wayback Machine) | - Maldivci (Devehi, Maldivians) - na Maldivima; govore jezikom divehi - Marathi - u Maharashtri - Oriya – u Orissi - Pandžapci (Punjabis) - Punjab - Zapadni Pandžapci - Punjab; govore jezikom Lahnda Arhivirana inačica izvorne stranice od 15. siječnja 2006. (Wayback Machine) - Parsi (narod) (genetički indijci, povijesno Iranski narod) - Maharashtra i dr. - Pod - Sundarbans - Radžastanci u Rajasthanu i dr. - Rona (pleme) - Andhra Pradesh - Sindhi – u pakistanskoj provinciji Sindh Arhivirana inačica izvorne stranice od 25. studenoga 2005. (Wayback Machine) - Singalezi na Šri Lanki - Šina u Pakistanu i dr. - Urdu (etničke grupe) Pakistana i Indije: - Ansari - sjeverna Indija, Pakistan, Bangladeš, Nepal i Afganistan - Dom - sjeverna Indija i dr. - Jat (narod) - istočno od Inda |

## Religija
Mnogobožačka (hinduizam ili brahmanizam). Kod Arijaca (Hindusa) sveto trojstvo čini Brahma, koji je stvaralac,  Višnu, održavalac i Šiva, razarač. Svakom muškom bogu odgovara i njegova ženska 'šahti'. Ona izražava aktivni, nasuprot muškom pasivnom principu. Za Hinduizam je značajno to što za razliku od ostalih svjetskih religija, nema utemeljitelja.

## Život i običaji
Samsara
Hindu narodi imaju različit način života i vjerovanja, od onog zapadnjačkog. Religija ima najveći utjecaj na život Indijca, za njega je život vječni ciklus rođenja, smrti i ponovnog rođenja, ciklus poznat kao samsara. Nakon ponovnog rođenja život čovjeka bit će ovisan o prethodnom životu, a tek onaj tko je sposoban osloboditi se ovoga vječnog kruga, njegov život bit će konačno završen.